# Peter de Rosa
Peter de Rosa (ur. 1932) – brytyjski pisarz i historyk, autor książek popularnonaukowych z zakresu historii religii. Absolwent Uniwersytetu Gregoriańskiego w Rzymie. Był profesorem etyki i metafizyki w seminarium Westminster w Londynie, oraz dziekanem teologii w Corpus Christi College w Londynie. W 1970 roku podpisał list otwarty, razem z innymi brytyjskimi księżmi katolickimi, przeciwko papieskiej encyklice Humanae vitae. W tym samym roku opuścił też stan duchowny. Żonaty, ma dwóch synów.

## Publikacje
- Namiestnicy Chrystusa. Ciemna strona papiestwa (Vicars of Christ: The Dark Side of the Papacy)
- Mitologia Chrześcijaństwa. Kryzys wiary chrześcijańskiej (The Jesus-Myth, The Crisis of Christian Faith)
- Zakazany owoc - prawdziwa historia mojego romansu z najbardziej wpływowym biskupem Irlandii (Forbidden Fruit: The True Story of My Secret Love Affair with Ireland's Most Powerful Bishop)